# Роберт Пректер
Роберт Пректер (англ. Robert Prechter; * 1949) — американський ринковий аналітик, психолог, відомий своїми фінансовими прогнозами, що базуються на хвильовому принципу Елліотта. Є автором і співавтором науково-популярних книг. Прославився, як автор книжки «Хвильовий принцип Елліотта. Ключ до розуміння ринку» (у співавторстві з А. Фростом). В останні роки підтримував дослідження про соціальну поведінку людини.
Випускник Єльського університету. З 1975 — технічний аналітик в інвестиційному банку Merrill Lynch, де працював під керівництвом Роберта Дж. Фаррела. В 1979 році заснував компанію Elliott Wave International, яка займається прогнозуванням фінансових ринків на основі Хвильовий теорії Еліота. Виконавчий директор і засновник Фонду соціономікі.
Восени 1982 передбачив стрімке зростання фондового ринку і зростання індекса Доу Джонса в п'ять разів.